# Rafael Barón Valcárcel
Rafael Barón Valcárcel (Madrid, 27 de gener de 1921 - Madrid, 1 de desembre de 1987) va ser un popular escriptor espanyol de guions radiofònics i novel·les entre 1954 i 1972, també va utilitzar el pseudònim d'Ángel Duque. Va col·laborar en moltes de les seves obres amb Guillermo Sautier Casaseca. En 1971 va rebre el Premis Ondas (Nacionals de Ràdio) com a millor autor.

## Biografia
Rafael Barón Valcárcel va néixer el 27 de gener de 1921 a Madrid, Espanya. A més de ser un popular novel·lista va treballar en Radio España i Radio Madrid, on va col·laborar amb el també escriptor Guillermo Sautier Casaseca. En 1959, es va estrenar el serial Ama Rosa, el seu major èxit en col·laboració amb Sautier, que amb la veu de Juana Ginzo, es va convertir en un autèntic fenomen sociològic en el seu moment. A més de convertida en novel·la i obra de teatre, es va portar al cinema en 1960, dirigida per León Klimovsky i protagonitzada per Imperio Argentina.
Rafael Barón va morir a causa d'un infart als 66 anys, l'1 de desembre de 1987 a Madrid.